# Casa des Portal
Casa des Portal és una casa del municipi de Cadaqués (Alt Empordà) inclosa en l'Inventari del Patrimoni Arquitectònic de Catalunya.

## Descripció
Situada davant la platja des Portal, a l'est del nucli antic de la població i de la badia de Cadaqués. La façana principal és pel carrer del Doctor Callís.
Casa entre mitgeres de planta rectangular, distribuïda en tres pisos i entresòl. Està estructurada en dues crugies amb la façana retirada respecte al nivell dels edificis veïns, quedant un pati d'entrada descobert. A la façana litoral, els baixos són oberts per mitjà de dos arcades de mig punt, que emmarquen tant els portals de la planta baixa com les obertures de l'entresòl. Els dos pisos superiors presenten un pla angular que permet estructurar unes àmplies terrasses ocupant una de les crugies. Les obertures són rectangulars. Cal destacar els elements de forja de les baranes de terrasses i balcons, el cornisament i l'obra de fusteria amb decoració calada. També es destaquen els diversos elements de ceràmica vidrada de color blau i blanc sota les balconades i creant la singularitat del vessant de la teulada amb teula d'aquests colors.

## Història
L'atribució a l'arquitecte Salvador Sellés i Baró d'aquest edifici, a part del seu contingut formal, es basa en informació recollida verbalment a la població. Un detall que acabaria de confirmar-ho és la presència de dues pedres ceràmiques ornamentals que hi ha a la façana a cada costat del balcó del primer pis, que són de color blau cel, amb una flor en relleu. Són peces idèntiques a les que amb certa profusió, l'esmentat autor emprà per decorar la casa Serinyana de Cadaqués mateix.
Segons informacions orals, la casa Pont i la casa Serinyana -projectes més notables d'aquest arquitecte- estaven bastides entre els anys 1910-1911. La resta de construccions serien posteriors.